# Integración racial
Integración racial, o simplemente integración incluye la desegregación (el proceso mediante el cual se pretende terminar sistemáticamente con la segregación racial). Además de la desegregación, la integración incluye objetivos como el nivelar barreras para lograr las asociaciones, creando una igualdad de oportunidades sin importar la raza, y el desarrollo de una cultura que acepte las diversas tradiciones, en lugar de solamente lograr que una minoría integre una mayoría cultural. La desegregación es principalmente un tema legal, la integración es más bien un tema social.

## Distinguiendo entreintegraciónydesegregación
Morris J. MacGregor, Jr. en su ensayo titulado "Integration of the Armed Forces 1940-1965" (Integración de las Fuerzas Armadas) escribe respecto a las palabras integración y desegregación:
... En los últimos años muchos historiadores han llegado a distinguir entra estas dos palabras que suenan parecido. A la desegregación la ven como una acción directa en contra de la segregación; eso es, significa el acto de remover las barreras legales en orden a lograr el tratamiento igualitario a los ciudadanos negros tal cual esta garantizado en la Constitución de los Estados Unidos. Este movimiento encaminado a la desegregación, el cual ha roto con el sistema de normas de Jim Crow, se ha ido popularmente incrementando desde la década posterior a la Segunda Guerra Mundial. La integración, por su parte, sostiene el profesor Oscar Handlin, implica muchas cosas que no son necesariamente aceptadas en todas las áreas de la sociedad estadounidense. En cierto sentido se refiere a "nivelar todas las barreras para lograr la unión no solo basada en la habilidad, gusto o preferencia personal"; en otras palabras, el proveer una igualdad de oportunidades. Pero en otro sentido la integración llama a la distribución azarosa de las minorías en la sociedad. Aquí, de acierdo a Handlin, el énfasis se encuentra en el balance en las áreas de ocupación, educación, residencia y otras similares.